# 片倉兼太郎 (2代目)
二代目 片倉 兼太郎（にだいめ かたくら かねたろう、旧字体：片倉 兼󠄁太郞、文久2年12月24日 / グレゴリオ暦 : 1863年2月12日 - 1934年1月8日）は、日本の実業家、資本家である。出生名は宗広（むねひろ）、片倉組創立者・初代片倉兼太郞の弟であったが、兄の養嗣子になり佐一（さいち）と名乗る。1917年、二代目片倉兼太郎を襲名。片倉組二代目組長、称号改め片倉製糸紡績（現在の片倉工業）社長、日東紡績社長等を歴任した。

## 人物・来歴
1863年2月12日（文久2年12月24日）、信濃国諏訪郡三沢村（のちの川岸村、現在の長野県岡谷市川岸）に、豪農片倉市助の四男「宗広」として生まれる。のちに長兄・兼太郎の養嗣子になり、佐一（さいち）と名乗る。
1917年（大正6年）2月13日、長兄かつ養父で初代片倉組組長の兼太郎の逝去にともない、同年、片倉兼太郎を襲名して二代目となる。
1920年（大正9年）3月14日、日支肥料（のちの片倉米穀肥料、現在の片倉コープアグリ）を大分県大分市に設立する。同年同月23日、片倉組を片倉製糸紡績株式会社として法人化して取締役社長に就任、本社を東京市京橋区（現在の東京都中央区京橋）に移転する。1921年（大正10年）9月、片倉生命保険（のちに合併して日産生命保険、1997年経営破綻）を設立、社長に就任、取締役に長男の脩一が就任する。
1922年（大正11年）、ヨーロッパ諸国、アメリカ合衆国、中南米を長期視察する。1923年（大正12年）、福島紡織が郡山の片倉製糸紡績岩代紡績所を買収して日東紡績と商号変更するかたちで、同社を設立する。1928年（昭和3年）、諏訪湖畔に「片倉館」を開設する。製糸業から発展し、片倉財閥を形成した。
1933年（昭和8年）より胆嚢炎を患い、牛込区加賀町の自宅で療養を続けていたが、1934年（昭和9年）1月8日死去。満70歳歿。告別式は東京で、本葬は諏訪郡川岸村の本邸で行われた。同年、片倉兼太郎を長男・脩一が襲名し、三代目となった。